# Archidiocèse de Cumaná
L'archidiocèse de Cumaná (en latin : Archidioecesis Cumanensis ; en espagnol : Arquidiócesis de Cumaná) est un archidiocèse de l'Église catholique du Venezuela.

## Territoire

provinces ecclésiastiques du Venezuela.
Archidiocèse de Cumaná
Suffragants

Le territoire de l'archidiocèse possède une superficie de 5 972 km2 et se situe dans une partie de l'État vénézuélien de Sucre, l'autre partie de cet État se trouvant dans le diocèse de Carúpano. L'archidiocèse est divisé en 24 paroisses, il a son siège épiscopal à Cumaná où se trouve la cathédrale du Sacré-Cœur de Jésus et possède quatre diocèses suffragants : Barcelona, Margarita, El Tigre et Carúpano.

## Historique
Le territoire de Cumaná faisait partie de l'archidiocèse de San Juan de Puerto Rico jusqu'à la création du diocèse de Santo Tomás de Guayana (aujourd'hui archidiocèse de Ciudad Bolívar) le 20 mai 1790, suffragant de l'archidiocèse de Saint-Domingue.
Le diocèse de Cumaná est érigé le 12 octobre 1922 par la bulle pontificale Ad Munus du pape Pie XI sur une partie du territoire du diocèse de Santo Tomás de Guayana et devient suffragant de l'archidiocèse de Caracas. Son premier évêque est Sixto Sosa Díaz, fondateur des carmélites de Mère Candelaria. Le 21 juin 1958, il est rattaché à la province ecclésiastique de l'archidiocèse de Ciudad Bolívar. Le 18 juillet 1969, il cède une partie de son territoire pour la création du diocèse de Margarita. Le pape Jean-Paul II reconnaît lors de sa première visite apostolique au Venezuela en 1985 que l'évangélisation du continent américain a commencé par Cumaná, ce qui conduit à élever le diocèse au rang d'archidiocèse le 16 mai 1992 par la bulle "Necessitate adducti". Le 4 avril 2000, une partie de son territoire est amputée lors de la création du diocèse de Carúpano. Le 31 mai 2018, le pape François érige le diocèse d'El Tigre par scission du diocèse de Barcelona.

## Évêques
- Sixto Sosa Díaz (1923-1943)
- Crisanto Darío Mata Cova (1949-1966), nommé archevêque de Ciudad Bolívar.
- Mariano José Parra León (1966-1987)

## Archevêques
- Alfredo José Rodríguez Figueroa (1987-2001)
- Diego Rafael Padrón Sánchez (2002-2018)
- Jesús González de Zárate Salas (2018-2024)
- Ángel Francisco Caraballo Fermín (depuis 2025)